# Medalla d'Or de l'Arquitectura
La Medalla d'Or de l'Arquitectura és el més preuat guardó de quants concedeix el Consell Superior dels Col·legis d'Arquitectes d'Espanya (CSCAE). Es tracta d'un premi biennal atorgat a aquelles persones que destaquen en l'exercici de l'arquitectura, i es realitza des de 1981.
Aquest premi s'atorga a professionals en vida o a institucions que es caracteritzin per:
- Defensar l'Arquitectura com a bé cultural dels pobles i considerar-la integrada en les Belles Arts.
- Tractar d'unir l'Arquitectura amb del benestar socioeconòmic.
- Visibilitzar la importància del fet arquitectònic i de la tasca dels seus professionals, defensant i millorant la imatge d'aquests.
- Exercir de manera rellevant aquesta professió.

La Medalla d'Or de l'Arquitectura es lliura durant el mes de novembre i  el rei Joan Carles I fou el primer en rebre-la, més tard l'han rebut el Aga Khan, així com els arquitectes guardonats.
Des de l'inici d'aquest premi, ja fa més de trenta anys, ni una sola dona ha estat guardonada. Però a més, tampoc hi ha una representació paritària d'homes i dones entre els jurats del premi. És per això que en l'any 2016 un grup de arquitectes, entre les que es troben Inés Sánchez de Madariaga, codirectora del projecte Gendered Innovations, de la Comissió Europea i la Universitat Stanford i ex presidenta del Comitè d'Experts de la Comissió Europea; la curadora Ariadna Cantís; Martha Thorne, directora del Premi Pritzker; i les dissenyadores Izaskun Chinchilla (Izaskun Chinchilla Architects),  Blanca Lleó i Carmen Espegel (espegel-Fisac); elevessin una petició al president del Consell Superior dels Col·legis d'Arquitectes d'Espanya reclamant una representació equilibrada d'homes i dones tant entre els seus jurats, com entre els premiats.

## Guardonats
Al llarg dels més de trenta anys d'existència d'aquesta medalla, l'han rebuda els següents professionals de l'Arquitectura:
- 1981 Félix Candela.
- 1981 Josep Lluís Sert.
- 1988 Alejandro de la Sota.
- 1988 Álvaro Siza.
- 1989 Francisco Javier Sáenz de Oiza.
- 1990 Francisco Cabrero.
- 1990 Oriol Bohigas.
- 1991 Julio Cano Lasso.
- 1992 José Antonio Corrales.
- 1992 Ramón Vázquez Molezún.
- 1994 Miguel Fisac.
- 1996 Joaquín Vaquero Palacios.
- 1998 Fernando Chueca Goitia.
- 2000 Rafael de La-Hoz Arderius.
- 2002 Antonio Fernández Alba.
- 2004 Luis Peña Ganchegui.
- 2006 Rafael Moneo.
- 2008 Juan Navarro Baldeweg.
- 2010 Manuel Gallego Jorreto.[3]
- 2012 Javier Carvajal Ferrer.[4]
- 2014 Antonio Cruz Villalón i Antonio Ortiz.
- 2016 Víctor López Cotelo i Guillermo Vázquez Consuegra.[5][6]